# Circulaire du 28 novembre 2012 relative aux conditions d'examen des demandes d'admission au séjour déposées par des ressortissants étrangers en situation irrégulière
Circulaire Valls
Wikipédia ne donne pas de conseils juridiques. Le droit des étrangers évolue rapidement et certaines informations peuvent être obsolètes.
Lire en ligne

Version archivée de Légifrance

La circulaire du 28 novembre 2012 relative aux « conditions d'examen des demandes d'admission au séjour déposées par des ressortissants étrangers en situation irrégulière dans le cadre des dispositions du code de l'entrée et du séjour des étrangers et du droit d'asile », dite circulaire Valls,  est une circulaire prise le 28 novembre 2012 par Manuel Valls, alors ministre de l'Intérieur, qui décrit les modalités de délivrance des titres de séjour en France. Elle liste les critères selon lesquels une personne sans papiers peut déposer une demande de régularisation (au titre de la vie privée et familiale, ou par le travail), et laisse la décision à la discrétion des préfets. Les conditions de la régularisation sont significativement durcies quand la circulaire Valls est abrogée par Bruno Retailleau en janvier 2025.

## Contexte
Dans les années 1990, des mouvements ont revendiqué des droits au séjour pour les personnes sans papiers en réponse aux lois Pasqua de 1986 et de 1993 qui avaient durci les conditions d'obtention des titres de séjour. En 1998, la loi Chevènement instaure une procédure de régularisation pour les personnes ayant séjourné de façon continue plus de dix ans en France. Les grèves des sans-papiers à la fin des années 2000 ont permis de réclamer une circulaire de régularisation avec des critères clairs et uniformes. Les critères négociés en juin 2010 ont ainsi en partie préfiguré ceux de la future circulaire du 28 novembre 2012, dite aussi circulaire Valls.
Cette circulaire, annoncée par Manuel Valls à l'occasion d'une cérémonie de naturalisation à Toulouse le jeudi 18 octobre 2012, est présentée en conseil des ministres le 27 novembre. Elle fait suite à la promesse de campagne de François Hollande de définir des critères de régularisation objectifs et clairs pour mettre un terme à l'arbitraire des préfectures. Manuel Valls se défend de vouloir permettre des régularisations en masse comme en 1981 ou en 1997.

## Contenu
La procédure appelée « admission exceptionnelle au séjour » (AES) concerne la délivrance d'un premier titre de séjour à des personnes entrées sur le territoire sans visa de long séjour ou qui y sont demeurées après l'expiration de celui-ci. Elle est distincte de celle qui permet l’attribution d'un premier titre de séjour aux personnes entrées mineures sur le territoire français, qui sont en situation régulière jusqu'à leur majorité.
L'AES est régie par des articles du Ceseda qui ne s'appliquent pas à Mayotte. Les critères d'admission y sont exprimés de façon générale (sauf en ce qui concerne certains critères d'inéligibilité : constituer une menace à l'ordre public et vivre en état de polygamie). La durée préalable du séjour n'est pas définie au niveau législatif, mais depuis au moins 2004, les circulaires successives suggèrent aux préfets de retenir une durée de séjour minimale de cinq ans. La circulaire a permis d'informer le plus largement possible les personnes concernées sur les critères légaux. La Cour des comptes note que « la quasi-totalité des dossiers respecte formellement les critères légaux, (...) les refus prononcés (7 746 en 2016, 10 182 en 2018) correspondent donc en grande partie à l'exercice du pouvoir discrétionnaire des préfets ».
Dans le cas des parents, la circulaire Valls exige désormais cinq années de présence en France et un enfant scolarisé depuis au moins trois ans. Pour les personnes salariées, la circulaire articule des critères de présence sur le sol français (trois à sept ans), d'ancienneté dans le travail (huit à trente mois) et d'embauche effective,,. Les jeunes étrangers âgés de 18 ans peuvent recevoir un titre de séjour s'ils peuvent prouver une entrée en France avant l'âge de 16 ans et deux ans de scolarisation « assidue et sérieuse » en France,.
La procédure ne prévoit pas d'entretien avec le demandeur.
Deux autres circulaires publiées en 2013 ont pour objet la lutte « contre le travail illégal » (11 février 2013) et la lutte « contre l'immigration irrégulière » (11 mars 2013).

## Effets
Selon la Cour des comptes, la circulaire a permis de résorber des situations laissées en attente, entrainant une augmentation temporaire du nombre annuel de régularisations en 2013. Le nombre s'est stabilisé depuis « sur une trajectoire légèrement décroissante », le régime de régularisation étant « parvenu à une forme d'équilibre en permettant la résolution de situations délicates sans déséquilibrer l'ensemble du régime du séjour ».
Selon le gouvernement en 2023, tous motifs confondus (étudiants, parents d'enfants scolarisés, etc.), la circulaire aurait permis 335 000 régularisations en dix ans. Selon l'enquête Elipa 2, moins de 11 000 titres de séjour sont délivrés en application de la circulaire Valls chaque année ; ils concernent des personnes dont 40 % sont en France depuis dix ans. La Cour des comptes parle d'entre 20 et 30 000 personnes régularisées par an par la procédure d'AES (entre 2010 et 2018), principalement pour des motifs de liens familiaux.
Le texte est inégalement appliqué sur le territoire. L'anthropologue et démographe François Héran estime qu'un tiers des préfectures n'appliquent pas la circulaire,. La Cour des comptes constate en 2020 qu'une grande disparité apparait dans l'analyse des décisions prises par les  préfectures.

## Critiques
L'obligation de travailler pour pouvoir espérer une régularisation est évidemment paradoxale, puisqu'on ne peut pas travailler légalement sans être déjà en situation régulière. La production de bulletins de salaire est exigée afin de justifier d'une ancienneté dans l'emploi en France, , c'est également le cas dans le cadre de la régularisation « métiers en tension » prévue par la loi immigration 2024. Dans l'avis qu'elle rend sur cette loi en octobre 2024, la CNCDH déplore « l'incohérence de l'exigence de preuves de douze mois de travail pour des personnes a priori non autorisées à travailler légalement [et ajoute que] cette exigence, qui reprend le dispositif de la circulaire dite « Valls » sans remettre en question sa logique ni sa faisabilité, est fortement critiquable ».
L'autre paradoxe est qu'il est demandé aux personnes demandant une régularisation, et qui n'ont donc pas d'autorisation de séjour, de fournir la preuve de leur ancienneté du séjour en France ; pour pouvoir présenter des preuves de présence considérées à valeur certaine, elles doivent s'être fait connaître des différentes institutions et administrations françaises.
Sébastien Chauvin, maître de conférences à l'université d'Amsterdam explique dans Le Monde que la circulaire comporte un certain nombre d'avancées, notamment la suppression de la liste des métiers, l'intégration des Algériens et des Tunisiens au régime commun et la possibilité de faire valoir (mais sans garantie de régularisation) un « cumul de contrats de faible durée ». Mais ces critères ne sont pas opposables et la décision est laissée à l'arbitraire du préfet. Selon lui, « ces critères parfois flous construisent une image du "bon sans-papier" qui d'une part semble appeler à une discipline dans l'illégalité, et d'autre part risque de contribuer, en valorisant les personnes intégrées, à marginaliser celles qui disposent de moins de ressources ».
La droite et l'extrême droite (Éric Ciotti, Marine Le Pen) ont reproché à Manuel Valls de mettre en place des mesures laxistes.

## Évolution
À partir de 2024, la loi Darmanin autorise pendant une période d'essai de deux ans la délivrance d'une carte de séjour « travailleur temporaire » ou « salarié » d'une durée d'un an, aux étrangers exerçant dans les métiers en tension, mais fin 2024 la liste des métiers en tension n'avait pas été publiée,. Elle devrait l'être fin février 2025.
Bruno Retailleau annonce à l'automne 2024 le remplacement de la circulaire Valls sur l'admission exceptionnelle au séjour, afin de réduire l'immigration légale par la voie réglementaire. Cette annonce se produit au moment où une mission sénatoriale transpartisane sur les personnes sans abri demande qu'un effort soit fait dans le cadre de la circulaire Valls pour régulariser des femmes qui travaillent depuis des années en France et vivent dans des centres d'hébergement, sans pouvoir postuler à un logement social,. Matthieu Tardis, chercheur et membre de l'association d'aide aux migrants France terre d'asile, estime que « la cohérence voudrait que l'on s'assure déjà de pouvoir éloigner les personnes avant de réduire les régularisations [car, selon lui,] personne n'a intérêt à ce qu'il y ait trop de personnes en situation irrégulière sur notre territoire ».
Le 23 janvier 2025, Bruno Retailleau abroge la circulaire Valls et envoie aux préfets un nouveau texte, régissant l'accès à la régularisation des étrangers sans titre de séjour. Il leur demande de favoriser la régularisation des travailleurs dans les métiers en tension (prévue par la loi Darmanin 2024) plutôt que celle accordée au titre de la vie personnelle et familiale en France, qui était majoritaire, et pour laquelle les critères d'admission au séjour sont durcis : présence d'au moins sept ans en France, et maitrise du français. Le refus de régularisation est dorénavant « systématiquement » assorti d'une obligation de quitter le territoire français (OQTF),.
La circulaire inquiète les patrons,,, et les associations et personnes en attente de régularisation,,,. Selon François Héran, cette circulaire est un message destiné à l'opinion publique plutôt qu'aux préfets, qui régularisent déjà au compte-gouttes ; selon lui les taux de régularisation sont déjà tellement bas que les diminuer davantage n'aura aucun impact. Il regrette également l'hypocrisie consistant à considérer la maitrise du français comme une garantie d'intégration, alors que la modification de l'admission exceptionnelle au séjour (AES) vise précisément à empêcher l'intégration en retardant la régularisation.